# Mokrzesz (gromada)
Mokrzesz – dawna gromada, czyli najmniejsza jednostka podziału terytorialnego Polskiej Rzeczypospolitej Ludowej w latach 1954–1972.
Gromady, z gromadzkimi radami narodowymi (GRN) jako organami władzy najniższego stopnia na wsi, funkcjonowały od reformy reorganizującej administrację wiejską przeprowadzonej jesienią 1954 do momentu ich zniesienia z dniem 1 stycznia 1973, tym samym wypierając organizację gminną w latach 1954–1972.
Gromadę Mokrzesz z siedzibą GRN w Mokrzeszy utworzono – jako jedną z 8759 gromad na obszarze Polski – w powiecie częstochowskim w woj. stalinogrodzkim, na mocy uchwały nr 17/54 WRN w Stalinogrodzie z dnia 5 października 1954. W skład jednostki weszły obszary dotychczasowych gromad Jaźwiny, Mokrzesz i Wola Mokrzeska ze zniesionej gminy Mokrzesz w tymże powiecie, a także uroczysko Malinowy Kąt z Nadleśnictwa Julianka. Dla gromady ustalono 15 członków gromadzkiej rady narodowej.
20 grudnia 1956 województwo stalinogrodzkie przemianowano (z powrotem) na katowickie.
31 grudnia 1959 do gromady Mokrzesz włączono wieś Krasice z przysiółkami Chmielarze, Chrapy, Krasice za Chojnicami, Pniaki Krasickie, Skałka Krasicka i Trząska ze zniesionej gromady Krasice w tymże powiecie.
1 lipca 1968 do gromady Mokrzesz włączono obszar zniesionej gromady Żuraw w tymże powiecie.
Gromada przetrwała do końca 1972 roku, czyli do kolejnej reformy gminnej.